# Abutilon de La Réunion
Espèce
L'abutilon de La Réunion (Abutilon exstipulare) est une espèce de plantes à fleurs de la famille des malvacées. 
Elle est endémique de l'île de La Réunion, département d'outre-mer français dans le sud-ouest de l’océan Indien.
L'espèce a été décrite scientifiquement sous le nom Sida exstipularis en 1785 par Antonio José Cavanilles dans l'ouvrage Monadelphiae classis dissertationes decem, puis transférée dans le genre Abutilon par G.Don en 1831.